# Krasne Stare
Krasne Stare [ˈkrasnɛ ˈstarɛ] est un village polonais de la gmina de Jasionówka dans le powiat de Mońki et dans la voïvodie de Podlachie. Le village compte approximativement 100 habitants.